# Can't Help Thinking About Me
Can't Help Thinking About Me is een nummer van de Britse muzikant David Bowie en uitgebracht op single onder de naam David Bowie and the Lower Third in 1966. Dit was de eerste single die Bowie uitbracht onder zijn nieuwe artiestennaam nadat hij zijn naam veranderde van David Jones naar David Bowie. Ook was het de eerste single die Bowie uitbracht in de Verenigde Staten, alsmede de eerste keer dat "Bowie" werd aangegeven als de schrijver in de credits van de single.
Het nummer werd vijftien dagen nadat Bowie het nummer voorlegde aan Pye Records opgenomen, via de succesvolle producer en songwriter Tony Hatch. Hatch sloot een contract met Bowie om twee demo's (dit nummer en "Now You've Met the London Boys", later hernoemd naar "The London Boys") op te nemen. Beide nummers werden opgenomen in de kelder van de kantoren van Pye in Londen op 10 december 1965. De lancering van de single vond plaats op 6 januari 1966, voordat de single op 14 januari officieel werd uitgebracht. In mei 1966 werd het nummer ook uitgebracht in de Verenigde Staten. Twee weken na de originele uitgave van het nummer ging The Lower Third echter uit elkaar vanwege financiële meningsverschillen over wie wat betaald zou krijgen. De single bereikte zowel in het Verenigd Koninkrijk als de Verenigde Staten de hitlijsten niet, ondanks dat de critici het nummer redelijk goed ontvingen.
Na 1966 werd het nummer niet meer live gespeeld totdat het Bowie het in 1997 weer oppakte tijdens zijn Earthling Tour. In 1999 speelde hij het nummer voor het programma VH1 Storytellers (een optreden dat in 2009 werd uitgebracht op het album VH1 Storytellers). Tijdens dit optreden vertelde hij over het nummer dat het "een mooi stukje solipsisme" is, maar vertelde ook dat hij vond dat het nummer twee van de slechtste regels bevatte dat hij ooit had geschreven: "Ik moet dit echt gaan zingen...'My girl calls my name "Hi Dave", Drop in, Come back, See you around if you're this way again...'".

## Tracklijst
- Beide nummers geschreven door David Bowie.

1. "Can't Help Thinking About Me" - 2:47
2. "And I Say to Myself" - 2:29

## Muzikanten
- David Bowie: zang
- Dennis Taylor: gitaar
- Graham Rivens: basgitaar
- Phil Lancaster: drums
- Tony Hatch: piano, achtergrondzang